# 赤い疑惑 -テレビ・ドラマ名場面集-
『赤い疑惑 -テレビ・ドラマ名場面集-』（あかいぎわく テレビ・ドラマめいばめんしゅう）は、山口百恵のサウンドトラック。LPレコードは1976年4月21日にCBSソニーより、CDは2005年6月22日にソニー・ミュージックダイレクトよりリリースされた。
1975年から1976年にTBS系で放送された、山口百恵のドラマ『赤い疑惑』のサウンドトラック。ドラマの名場面、主題歌、挿入歌を収録。
関連作品に『赤いシリーズ シングル・コレクション』と『百恵・アクトレス伝説』がある。前者は赤いシリーズの主題歌・挿入歌集で、後者は山口の主要映画・テレビドラマなどの主題歌や名場面を収めている。

## 収録曲
1. イントロダクション
2. 運命の事故そして出会い
3. 白血病
4. 秘密
5. 北国
6. 夢
7. パリへ
8. 兄と妹（哀しみのパリ）
9. 記念日
10. 愛と死
11. 誕生日
12. 誓い
13. 合格
14. 出生の秘密
15. 雪の原野
16. 湖の決心
17. 忘れな草をあなたに （挿入歌）
18. 愛をありがとう
19. ありがとう あなた （主題歌）

- 出演: 山口百恵・三浦友和
- 音楽: 菊池俊輔
- ナレーター: 内藤武敏

### CD版特典
8cm CD オリジナル・カラオケ
1. 愛に走って
2. 赤い運命